# Een god in haar schoot
Een god in haar schoot is een hoorspel van Theun de Vries. De VARA zond het uit op zaterdag 26 december 1970 (met een herhaling op donderdag 26 juni 1975). De muziek van Paul van Veelen werd uitgevoerd door het Radio-blazersensemble o.l.v. Hans Vonk. De regisseur was Ad Löbler. De uitzending duurde 77 minuten.

## Rolbezetting
- Joke Hagelen (Laetoria)
- Frans Somers (Tertius)
- Paul van der Lek (de wandelaar)
- Loudi Nijhoff (Afra, priesteres van de Bona Dea)
- Hans Veerman (Severus, priester van Quirinus)
- Fé Sciarone (de proloog)
- Elisabeth Versluys (Priscilla)
- Jan Wegter, Hans Karsenbarg & Jan Verkoren (de veteranen)
- Gerrie Mantel, Donald de Marcas & Frans Vasen (verdere medewerkenden)

## Inhoud
Dit Romeins mysteriespel voltrekt zich in het landschap Latium ten zuiden van Rome in de eeuw voor onze jaartelling. Het is een aanklacht tegen de mannenregering van onze maatschappij. Het leven moet begrepen worden vanuit het vrouwelijke. Misschien dat dan oorlogen verleden tijd zullen worden…